# Arzillières-Neuville
Arzillières-Neuville är en kommun i departementet Marne i regionen Grand Est (tidigare regionen Champagne-Ardenne) i nordöstra Frankrike. Kommunen ligger i kantonen Saint-Remy-en-Bouzemont-Saint-Genest-et-Isson som tillhör arrondissementet Vitry-le-François. År 2022 hade Arzillières-Neuville 326 invånare.

## Befolkningsutveckling
Antalet invånare i kommunen Arzillières-Neuville
| Referens: INSEE |